# Astragalus borujerdicus
Astragalus borujerdicus är en ärtväxtart som beskrevs av Ahmed Ahmad Parsa. Astragalus borujerdicus ingår i släktet vedlar, och familjen ärtväxter. Inga underarter finns listade i Catalogue of Life.